# 川上稔
川上 稔（かわかみ みのる、1975年1月3日 - ）は、日本の小説家・ゲームクリエイター・漫画原作者。東京都出身。有限会社TENKY所属。

## 来歴
城西大学経済学部卒業後、ゲーム制作会社TENKYに所属。ゲーム作家としての代表作は『メリーメント・キャリング・キャラバン』『奏（騒）楽都市OSAKA』『Twelve〜戦国封神伝〜』など。
1996年、『パンツァーポリス1935』で電撃ゲーム小説大賞・金賞を受賞し作家デビュー、以後兼業作家として活動を続ける。作家としての代表作は「都市世界」上の出来事をまとめた、『都市シリーズ』『AHEADシリーズ』。現在は同世界観のGENESIS時代を取り扱った『境界線上のホライゾン』を執筆中。

## 人物
世界の歴史や地理などに深い造詣を持つ。また絵本などへの関心が大きく、「先生」という呼称を嫌がる。
城西大学経済学部に在学中、自身の所属するゼミにて『パンツァーポリス1935』を卒業論文の代わりに提出し卒業した経緯がある。

## 作風
綿密に構築された設定の下、改行と体言止めを多用する独特の文体で長編を書く。多くの場合は独自の造語や世界観が詰め込まれており、用語解説などが付記される作品もある。
平均的な小説に比べて改行が多い点を差し引いても1冊ごとの文章量が多く、また年々増加傾向にある。その結果、電撃文庫の最多ページ数記録の上位は川上の作品で独占されている。『終わりのクロニクル』最終7巻では、ついに電撃文庫史上初、ライトノベル文庫としては異例の1000ページ突破（1091ページ）を果たしたが、『境界線上のホライゾンII下』(1149ページ)でその記録がふたたび更新されている。
また、デビュー3作目の『風水街都 香港』以降、文庫においては全作品で、同じTENKYに所属するさとやすがイラストを手がけている。
デビュー作の『パンツァーポリス1935』ではしろー大野が、2作目の『エアリアルシティ』では中北晃二がそれぞれイラストを手がけている。

## 作品リスト

### 小説

#### 都市シリーズ
- パンツァーポリス1935（1996年12月 電撃文庫）
- エアリアルシティ（1997年7月 電撃文庫）
- 風水街都 香港〈上・下〉（1998年6月 - 7月 電撃文庫）
- 奏（騒）楽都市OSAKA〈上・下〉（1999年2月 - 3月 電撃文庫）
- 閉鎖都市 巴里〈上・下〉（1999年11月 - 2000年1月 電撃文庫）
- 機甲都市 伯林（全5巻）（2000年6月 - 2001年10月 電撃文庫）
- 電詞都市DT〈上・下〉（2002年3月 - 6月 電撃文庫）
- 創雅都市S.F（2003年1月[1] 電撃イラストノベル） - 通販限定本
- 矛盾都市TOKYO（2005年4月[1] 電撃イラストノベル） - 通販限定本

#### AHEADシリーズ
- 終わりのクロニクル（全14巻）（2003年6月 - 2005年12月 電撃文庫）

#### GENESISシリーズ
- 境界線上のホライゾン（全29巻）（2008年9月 - 2018年12月 電撃文庫）
- 境界線上のホライゾン ガールズトーク（既刊3巻）（2014年11月 - 電撃文庫）
- 境界線上のホライゾン NEXT BOX（既刊8巻[注 1]）（2020年2月 - 電撃の新文芸）

#### FORTHシリーズ
- 連射王〈上・下〉（2007年1月 電撃の単行本 / 2013年2月 - 3月 電撃文庫）

#### OBSTACLEシリーズ
- 激突のヘクセンナハト（全4巻）（2015年8月 - 2017年4月 電撃文庫）

#### EDGEシリーズ
- 神々のいない星で
  - 神々のいない星で 僕と先輩の惑星クラフト〈上・下〉（2019年8月 - 9月 電撃の新文芸）
  - 神々のいない星で 僕と先輩のウハウハザブーン〈上・下〉（2020年5月 - 7月 電撃の新文芸）
  - 神々のいない星で 僕と先輩の超能力学園OO〈上・下〉（2022年6月 - 7月 電撃の新文芸）

#### LINKSシリーズ
- ファン学!! 東京大空洞スクールライフRTA（既刊3巻[注 2]）（2024年10月 - 電撃の新文芸）

#### その他
- 遭えば編する奴ら（2007年4月[1] 電撃別冊ノベル） - 通販限定本
- 川上稔 短編集 パワーワードのラブコメが、ハッピーエンドで五本入り（既刊2巻）（2020年9月 電撃文庫 Born Digital） - 電子書籍
  1. 収録作品：恋知る人々 / 素敵の距離÷2 / 地獄の片隅で笑う / 嘘で叶える約束 / 未来の正直
  2. 収録作品：幸せの基準 / 星祭りの夜 / 鍵の行き先 / 自由の置き場 / 再会の夜
- 川上稔 短編集 パワーワードの尊い話が、ハッピーエンドで五本入り（既刊2巻）（2021年1月 電撃文庫 Born Digital） - 電子書籍
  1. 収録作品：君が手を離さない / 化け物のはなし / コガレ / 最後に見るもの / ひめたるもの / 空と海を結ぶもの
  2. 収録作品：総統閣下の塔 / ライブ“黒死無双” / 天使の解釈違い / 黄金周環 / 幸いの人 / 禁書区画で待ってる

#### 特典小説
AHEADシリーズ
- 終わりのクロニクルDC（2006年 『ドラマCD AHEADシリーズ 終わりのクロニクル』特典）

GENESISシリーズ
- 境界線上のホライゾン きみとあさまで（全8巻）（2011年12月 - 2013年3月 TVアニメ『境界線上のホライゾン』Blu-ray初回限定版特典）
- 境界線上のホライゾン きみとあさまでGT（2018年12月 TVアニメ『境界線上のホライゾン』Blu-rayBOX特典）

#### 雑誌・Web等掲載作品
OBSTACLEシリーズ
- OBSTACLE OVERTURE（短編小説・設定集。『電撃hp』『電撃文庫MAGAZINE』連載）
  - 『OO-FORMATION GUIDE BOOK』に一部収録。

GENESISシリーズ
- 境界線上のホライゾン きみとあさまでGTA（電撃ノベコミ+ 2023年8月 - ）
  - 『境界線上のホライゾン きみとあさまで』をアイコントーク形式に改稿。

その他
- 逢えば闘う奴ら（作家6人によるリレー小説。『電撃hp』vol.7収録）
- 逢えば恋する乙女ら（作家6人によるリレー小説。『電撃hp』vol.9収録）
- 逢えば編する奴ら（『電撃ヴんこ』収録）
- コガレ（「Who wrote it?」参加短編。『電撃hp』vol.25掲載）
- 解説（川原礫『アクセル・ワールド1－黒雪姫の帰還－』〈2009年2月 電撃文庫〉）
  - 巻末解説の一部として同作を元にした短編小説を掲載。
- 川上稔がフリースタイルで何かやってます。（カクヨム 2018年4月 - ）
  - 短編小説などの様々な文章を掲載。掲載された作品の一部は『川上稔 短編集』に収録されている。

### ゲーム
都市シリーズ
- 奏（騒）楽都市OSAKA（1999年、企画・シナリオ・演出・総監督・キャラクター&世界観設計・背景作監）

OBSTACLEシリーズ
- OBSTACLE OVERTURE（2010年）

GENESISシリーズ
- 境界線上のホライゾン PORTABLE（2013年、企画原案・監修・シナリオ）
- OO-FORMATION 王と八人の仲間達（2017年）

その他
- メルティランサー 〜銀河少女警察2086〜（1996年、セガサターン版追加シナリオ）
- メルティランサー Re-inforce（1997年、シナリオ）
- メリーメント・キャリング・キャラバン（1998年、脚本）
- ときめきメモリアル Girl's Side（2002年、設定協力）
- Twelve〜戦国封神伝〜（2005年、シナリオ・世界設定原案）

### 漫画原作
- あふたーでい機甲文（『東京ロボット新聞』連載、作画：中北晃二、雑誌休刊により未完）
- 激突のヘクセンナハト（『月刊コミック電撃大王』連載、作画：剣康之、2015年8月 - 2017年4月 電撃コミックスNEXT 全4巻）[2]

### 脚本
- メルティランサー 〜銀河少女警察2086〜 SpecialEdition（セガサターン）特典ドラマCD
- TVアニメ『境界線上のホライゾン』Blu-ray初回限定版特典キャラクターコメンタリー
- TVアニメ『境界線上のホライゾン』ドラマCD 境界線上のホライゾンHR

### 作詞
- TVアニメ『境界線上のホライゾン』Blu-ray初回限定版特典CD
- 境界線上のホライゾン 「演目披露（ザ・レパートリー）」
- ランララルララ（TVアニメ『境界線上のホライゾン』ドラマCD 境界線上のホライゾンHR収録曲）

## メディアミックス

### ドラマCD
- パンツァーポリス -ようこそ機甲都市伯林へ！-
- ドラマCD AHEADシリーズ 終わりのクロニクル
- TVアニメ『境界線上のホライゾン』ドラマCD 境界線上のホライゾンHR

### イメージサウンドトラック
- TEAM LEVIATHAN CHRONICLE / 全竜交渉部隊戦闘記録 - 『終わりのクロニクル』のイメージサウンドトラックシリーズ

### コミカライズ
- 境界線上のホライゾン（『月刊コミック電撃大王』連載、作画：武中英雄、2012年3月 - 2015年5月 電撃コミックス 全6巻）
- 境界線上のホラ子さん（『月刊コミック電撃大王』『電撃G's magazine』連載、作画：羽仁倉雲、2012年10月 電撃コミックスEX 全1巻）

### TVアニメ
- 境界線上のホライゾン
- 境界線上のホライゾンII